# لف ½

لف ½  هو خاصية للجسيمات التي لها ½ لفة. ففي ميكانيكا الكم فإن اللف هو من الخصائص الجوهرية لجميع الجسيمات الأولية. فالفرميونات وهي الجسيمات التي تشكل المادة العادية، لديها 2/1 لفة. تشكل جسيمات لف ½ مجموعة فرعية هامة من الفرميونات. فجميع الجسيمات الأولية التي هي فرميونات لديها لف ½.

## نظرة عامة
لدى الجسيمات لف ½ بما فيها البروتون النيوترون ليبتون بالإضافة إلى الكوارك. فلا يمكن وصف ديناميكية جسيمات اللف ½ بشكل دقيق باستخدام الفيزياء التقليدية؛ فهي من بين أبسط الأنظمة التي تتطلب ميكانيكا الكم لوصفها. لذا فدراسة سلوك أنظمة اللف ½ يشكل الجزء الأساسي من ميكانيكا الكم.

## تجربة شتيرن-جرلاخ
للتعرف على اللف نصف الصحيح يعود بنا إلى الوراء بشكل تجريبي لنتائج تجربة شتيرن-جرلاخ التي أجريت عام 1922، حيث تم إمرار حزمة من الجسيمات خلال مجال مغناطيسي قوي ومتغير، والذي ينفصل بعدها إلى عدة أجزاء اعتمادا على كمية الحركة المدارية لتلك الجسيمات داخل الذرة.